# La Passe FC
El La Passe Football Club es un equipo de fútbol de Seychelles que juega en el Campeonato seychelense de fútbol, el torneo de fútbol más importante del país.

## Historia
Fue fundado en el año 1992 en la localidad de La Passe y cuenta con 5 títulos de liga, participando en 4 torneos de Liga de Campeones de la CAF, donde nunca ha pasado de la Ronda Preliminar.

## Palmarés
- Campeonato seychelense de fútbol: 5

2002, 2004, 2005, 2009, 2021/22

## Participación en competiciones de la CAF
| Temporada | Torneo                       | Ronda      | Club                  | Casa  | Visita | Global |
| --------- | ---------------------------- | ---------- | --------------------- | ----- | ------ | ------ |
| 2005      | Liga de Campeones de la CAF  | Preliminar | USJF Ravinala         | 2-2   | 1-4    | 3-6    |
| 2006      | Liga de Campeones de la CAF  | Preliminar | Ferroviário de Maputo | 0-0   | 0-2    | 0-2    |
| 2010      | Liga de Campeones de la CAF  | Preliminar | Curepipe Starlight SC | 1-0   | 1-3    | 2-3    |
| 2022/23   | Liga de Campeones de la CAF  | 1          | Volcan Club           | w.o.1 | 0-1    | -      |
| 2022/23   | Liga de Campeones de la CAF  | 2          | Mamelodi Sundowns     | 0-7   | 1-8    | 1-15   |
| 2022/23   | Copa Confederación de la CAF | Playoff    | Diables Noirs         | 0-2   | 2-4    | 2-6    |
| 2023/24   | Copa Confederación de la CAF | 1          | Académica do Lobito   | 2-2   | 1-2    | 3-4    |

- 1- Volcan Club no se presentó al partido de vuelta y fue descalificado.